# 国道104号
国道104号（こくどう104ごう）は、青森県八戸市から秋田県大館市に至る一般国道である。

## 概要
起点の八戸市から三戸郡南部町剣吉交差点（国道4号交点）までの区間は八戸港と盛岡方面を往復する大型長距離トラック・トレーラーの通行量が多い。急カーブの箇所がある上、歩道が狭かったり未整備の箇所も多く、大型車が絡む人身・正面衝突事故がしばしば発生している。
これに対し三戸郡三戸町 - 鹿角市までの区間は交通量が八戸 - 三戸郡南部町間よりも少なく、観光シーズン以外では渋滞はほとんどない。
秋田県区間の大半である鹿角市十和田大湯中滝から終点にかけては国道103号と重複しており、本路線として実延長に数えられない。東北自動車道十和田ICの出口案内では国道104号の表示はなく、重複区間と認識できない。

### 路線データ

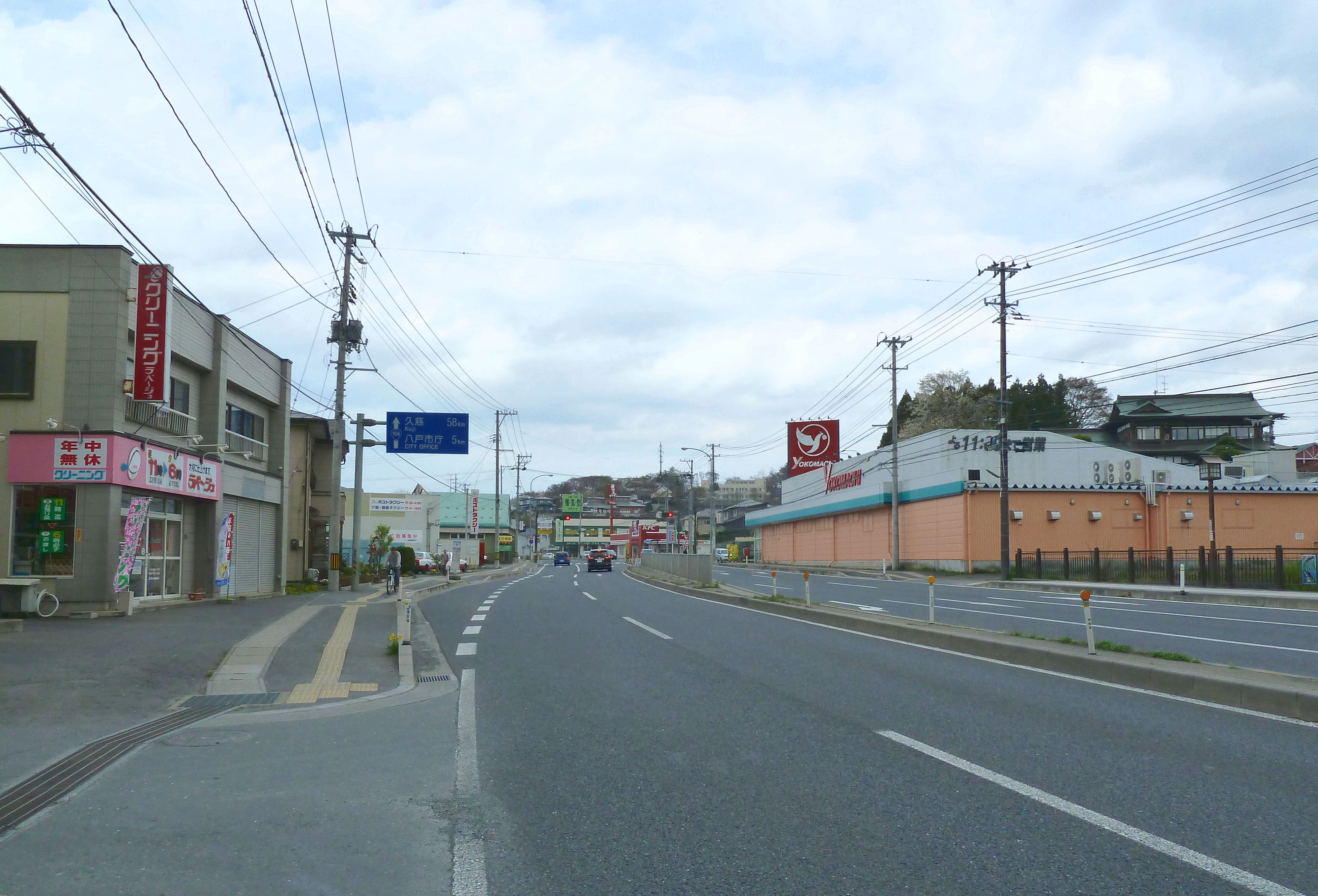
八戸市中心部を走る国道104号

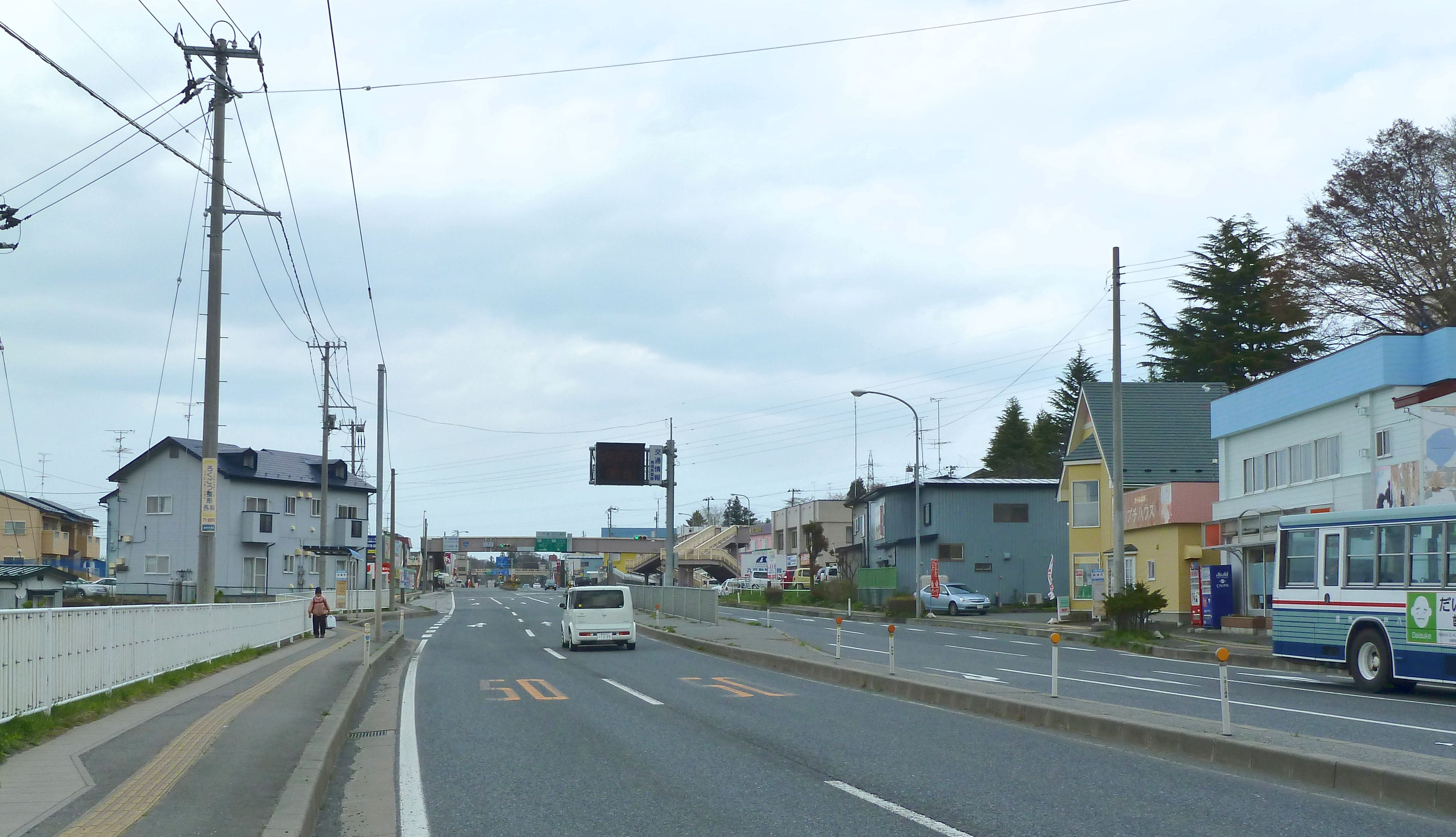
八戸市中心部を走る国道104号

一般国道の路線を指定する政令に基づく起終点および重要な経過地は次のとおり。
- 起点：八戸市（下長交差点 = 国道45号交点、国道454号起点）
- 終点：大館市（立花交差点 = 国道7号交点、国道103号終点）
- 重要な経過地 : 青森県三戸郡名川町[注釈 2]、同郡三戸町、鹿角市
- 総延長 : 123.9 km（青森県 65.1 km、秋田県 58.9 km）重用延長を含む[2][注釈 3]
- 重用延長 : 61.7 km（青森県 13.5 km、秋田県 48.2 km）[2][注釈 3]
- 未供用延長 : なし[2][注釈 3]
- 実延長 : 62.2 km（青森県 51.6 km、秋田県 10.7 km）[2][注釈 3]
  - 現道 : 62.1 km（青森県 51.4 km、秋田県 10.7 km）[2][注釈 3]
  - 旧道 : 0.1 km（青森県 0.1 km、秋田県 - km）[2][注釈 3]
  - 新道 : なし[2][注釈 3]
- 指定区間：八戸市長苗代二丁目26番9 - 青森県三戸郡三戸町大字川守田字大清水4番5（八戸市・下長交差点（起点） - 三戸郡三戸町・国道4号交点の区間）[3]

## 歴史
- 1953年（昭和28年）5月18日 - 二級国道104号八戸大館線（八戸市 - 大館市）として指定施行[4]。
- 1965年（昭和40年）4月1日 - 道路法改正により一級・二級区分が廃止されて一般国道104号として指定施行[1]。

## 路線状況

### 通称
- 秋田街道
- しらはぎライン

### バイパス
- 葛原バイパス（鹿角市十和田末広 - 大館市猿間、国道103号重複区間）
- 大館バイパス（大館市十二所 - 山館、国道103号重複区間）東北自動車道の開通に合わせて供用した。
- 大館南バイパス（大館市山館 - 立花交差点・終点・国道7号交点、国道103号重複区間）

### 重複区間
- 国道454号（起点 - 八戸市・内舟渡交差点）
- 国道4号（南部町 - 三戸町・川守田交差点）
- 国道103号（鹿角市十和田大湯中滝 - 終点）
- 国道285号（鹿角市・上陣場交差点 - 大館市中山・中山交差点）

### 道路施設

#### 道の駅
- 青森県
  - さんのへ（三戸郡三戸町）

## 地理

### 通過する自治体
- 青森県
  - 八戸市 - 三戸郡南部町 - 三戸郡三戸町 - 三戸郡田子町
- 秋田県
  - 鹿角市 - 大館市

### 交差する道路
- 国道45号（八戸市・下長交差点）
- 国道454号（八戸市・内舟渡交差点）
- 国道4号（南部町、三戸町・川守田交差点）
- 国道103号（鹿角市十和田大湯中滝）
  - 秋田県道66号十二所花輪大湯線（鹿角市十和田大湯・交点）
  - 国道282号、国道285号（鹿角市・上陣場交差点）
  - E4 東北自動車道 十和田IC
  - 国道285号（大館市中山・中山交差点）
  - 秋田県道102号大館鷹巣線（大館南バイパス - 根下戸ランプ）
  - E7 秋田自動車道（国道7号大館西道路）大館南IC
  - 国道7号（大館市・立花交差点）